# 鈴カステラ

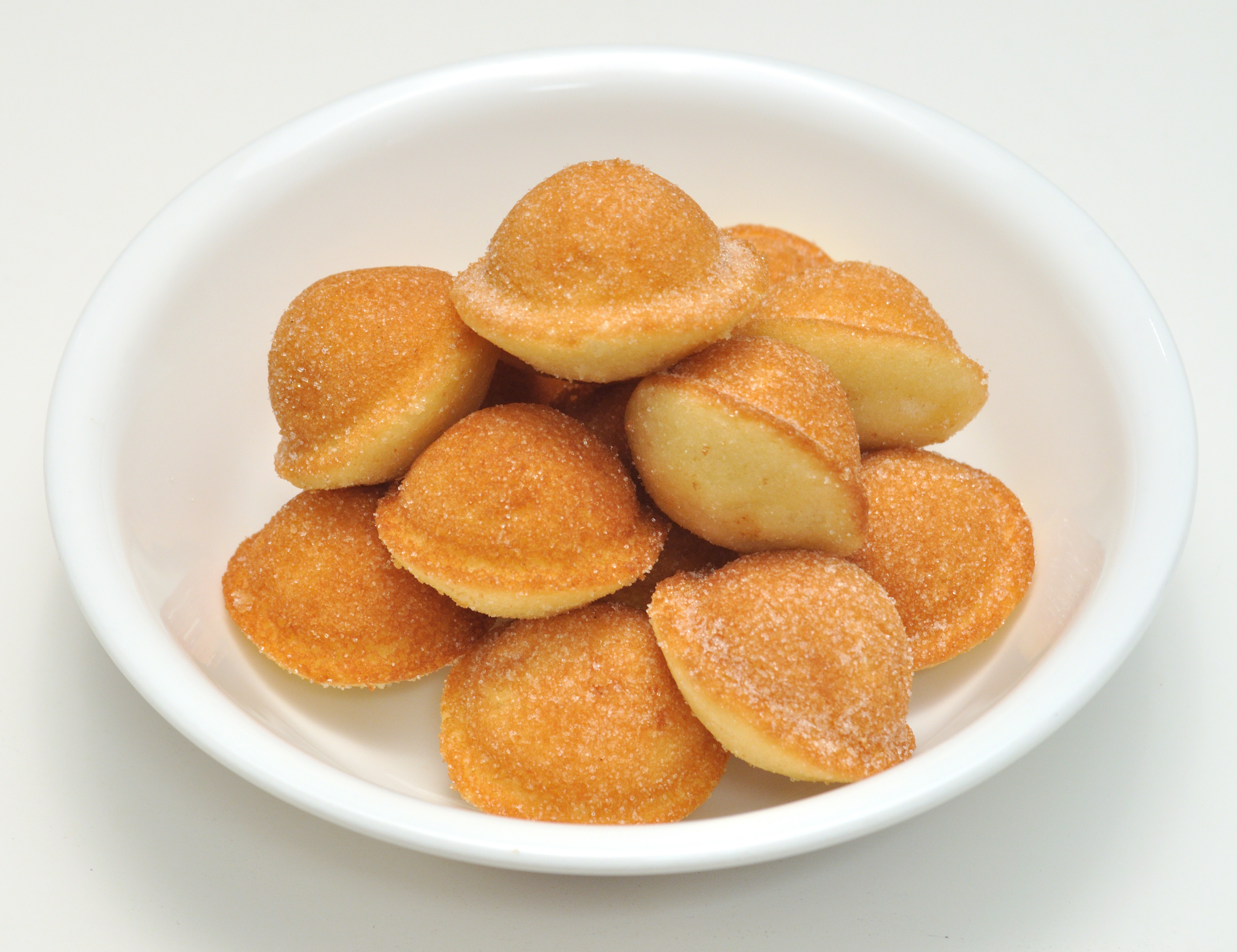
一般的な鈴カステラ

鈴カステラ（すずカステラ）は、カステラ生地を鈴状に形成した焼き菓子のことである。
小麦粉、卵、牛乳、蜂蜜や砂糖などを混ぜ、たこ焼き機のような型に流し込み、上下から200〜300℃の熱を加え、膨らんだ生地の反面に焼き色をつけた後に、まわりにグラニュー糖をコーティングする製法が知られている。
鈴カステラ、鈴カステーラ、鈴かすてら、鈴焼、銀鈴、雪鈴など様々な商品名で販売され、牛乳、蜂蜜、いちご、檸檬、黒糖、チョコがけ、チョコチップ、抹茶、柚子、さくら、かぼちゃ、メープルなどの多種多様なフレーバーが存在する。
戦後、これまで手作り生産だった鈴カステラを朝見製菓が機械化。手作りが前提で量産は難しいと言われていた時代に、従来の固定釜（オーブン）からトンネル状のライン釜（運行釜）にすることにより量産に成功する。これまでの配合、焼加減では理想通りに仕上がらず、生地が半生、焼きすぎ、生地が膨れない、生地が銅板から上手く剥がれないなど様々な苦労がある中で、試行錯誤しながら開発が進められた。これにより、当時高級であった「カステラ」を「鈴カステラ」として、多くの人が手軽に食べられるようになる。
韓国ではeggballとして販売されている。